# Огуз Саваш
Огуз Саваш (тур. Oğuz Savaş; Баликесир, 13. јул 1987) турски је кошаркаш. Игра на позицији центра.

## Успеси

### Клупски
- Улкерспор:
  - Првенство Турске (1): 2005/06.
  - Куп Турске (1): 2005.

- Фенербахче:
  - Првенство Турске (5): 2006/07, 2007/08, 2009/10, 2010/11, 2013/14.
  - Куп Турске (3): 2010, 2011, 2013.

### Појединачни
- Ол-стар утакмица Првенства Турске (3): 2009, 2011, 2012.

### Репрезентативни
- Европско првенство до 18 година:  2004, 2005.
- Светско првенство:  2010.
- Медитеранске игре:  2013.